# Orakel-Sprüche
Orakel-Sprüche, op. 90, är en vals av Johann Strauss den yngre. Den spelades första gången den 10 februari 1851 i Wien.

## Historia
Valsen komponerades för karnevalssäsongen 1851 och hade premiär i samband med en välgörenhetsbal. Titeln hänsyftar på Oraklet i Delfi. Händelsen den 10 februari 1851 i Sofiensaal föregicks av en stor reklamkampanj, vilket ledde till en fullsatt salong.

## Om valsen
Speltiden är ca 7 minuter plus minus några sekunder beroende på dirigentens musikaliska tolkning.

## Weblänkar
- Dynastin Strauss 1850 och 1851 med kommentarer om Orakel-Sprüche.
- Orakel-Sprüche i Naxos-utgåvan.